# София фон Мекленбург-Шверин (1508 – 1541)
София фон Мекленбург-Шверин (на немски: Sophie von Mecklenburg-Schwerin; * 14 април 1508, Шверин; † 17 юни 1541, Целе) е принцеса от Мекленбург и чрез женитба херцогиня на Брауншвайг-Люнебург.

## Произход
Тя е най-възрастната дъщеря на херцог Хайнрих V фон Мекленбург (1479 – 1552) и първата му съпруга Урсула фон Бранденбург (1488 – 1510), дъщеря на курфюрст Йохан Цицерон фон Бранденбург.

## Фамилия
София се омъжва на 2 юни 1528 г. в Шверин за херцог Ернст I фон Брауншвайг-Люнебург (1497 – 1546) от род Велфи, херцог на Брауншвайг и Люнебург и княз на Люнебург. Двамата имат децата:
- Франц Ото (1530 – 1559), херцог на Брауншвайг и Люнебург и княз на Люнебург, женен 1559 г. за Елизабет Магдалена фон Бранденбург (1537 – 1595)
- Фридрих (1532 – 1553)
- Хайнрих (1533 – 1598), херцог на Брауншвайг и Люнебург и княз на Люнебург, женен 1569 г. за Урсула фон Саксония-Лауенбург (1545 – 1620)
- Маргарета (1534 – 1596), омъжена на 14 август 1559 за граф Йохан фон Мансфелд-Хинтерорт (ок. 1526 – 1567)
- Вилхелм Млади (1535 – 1592), херцог на Брауншвайг и Люнебург и княз на Люнебург, женен 1561 г. за принцеса Доротея Датска (1546–1617)
- Урсула (1536 – 1538)
- Катерина (1537 – 1540)
- Елизабет Урсула (1539 – 1586), омъжена на 5 юни 1558 за граф Ото IV фон Холщайн-Шаумбург (1517 – 1576)
- Магдалена София (1540 – 1586), омъжена на 27 април 1561 за граф Арнолд фон Бентхайм-Щайнфурт (1538 – 1566)
- София (1541 – 1631), омъжена в Шлойзинген на 1 юни 1562 за граф Попо XII фон Хенеберг (1513 – 1574)